# Léon Laurençon
Pour les articles homonymes, voir Laurençon.
Léon Laurençon, né le 16 octobre 1841 à Saint-Chaffrey (Hautes-Alpes) et mort le 12 juillet 1922, à Chantemerle, hameau de la commune de Saint-Chaffrey, est un homme politique français.

## Biographie
Docteur en droit, il est avocat à Briançon. Conseiller général en 1869, il est député des Hautes-Alpes de 1877 à 1906. D'abord à droite, il évolue vers le centre-gauche et s'inscrit, après 1881, au groupe de l'Union démocratique. Lors de son dernier mandat, en 1902, il s'inscrit au groupe Républicain radical.

## À savoir